# Anthony Peters
Anthony Alexander Franciscus Peters (* 31. Dezember 1990 in Blyth, Ontario) ist ein ehemaliger kanadischer Eishockeytorwart und derzeitiger -trainer, der im Verlauf seiner Karriere unter anderem für die Iserlohn Roosters in der Deutschen Eishockey Liga sowie für die Graz 99ers in der ICE Hockey League spielte. Seit der Saison 2023/24 ist er Assistenztrainer der Florida Everblades in der ECHL.

## Karriere
Nach mehreren Jahren in der Ontario Hockey League spielte Anthony Peters ab 2011 für das Eishockeyteam der Saint Mary’s University Halifax, an der er gleichzeitig studierte. Schon in seiner ersten Saison wurde er nicht nur ins All-Rookie-Team, sondern auch ins First All-Star Team der Universitätsliga CIS gewählt. Im Dezember 2013 nahm er für Kanada an der Winter-Universiade 2013 teil. Mit einem Gegentorschnitt von 0,75 und einer Fangquote von 95,8 Prozent trug er dazu bei, dass die kanadische Auswahl die Goldmedaille gewann. In seinem letzten Jahr an der Universität wurde er zum besten Torhüter der Liga gewählt.
Anschließend nahm Peters bei den Florida Everblades seine Profikarriere auf. Bei dem Team aus der ECHL stand er knapp drei Jahre lang zwischen den Pfosten und kam in dieser Zeit vereinzelt auch in der höherklassigen American Hockey League für die Rochester Americans und Charlotte Checkers zum Einsatz. Nachdem er die Saison 2017/18 bei den Cincinnati Cyclones in der ECHL begonnen hatte, wurde er im Dezember 2017 an die Wilkes-Barre/Scranton Penguins ausgeliehen. Dort gelang ihm der Durchbruch in der AHL und er wurde für die Spielzeit 2018/19 fest von den Penguins verpflichtet.
Ab der Saison 2019/20 setzte Peters seine Karriere in Europa fort. Nach einem Jahr bei den Iserlohn Roosters wechselte er im Sommer 2020 zu MODO Hockey in die zweite schwedische Liga. In die Saison 2021/22 startete er als Stammgoalie der Graz 99ers aus der ICE Hockey League. Doch bereits nach vier Partien zog er sich eine Oberkörperverletzung zu und fiel mehrere Monate lang aus. Nach seiner Genesung kehrte er nicht nach Graz zurück, sondern schloss sich für die Endphase der Spielzeit dem HC Slovan Bratislava aus der Extraliga an. Mit guten Leistungen in den Playoffs führte er das Team zur slowakischen Meisterschaft. Nachdem er in der Saison 2022/23 für den HK Poprad im Tor gestanden hatte, beendete er seine aktive Karriere.
Im August 2023 wurde er als neuer Assistenztrainer bei seinem früheren ECHL-Team, den Florida Everblades, vorgestellt.

## Erfolge und Auszeichnungen
| - 2012 CIS All-Rookie-Team - 2012 CIS First All-Star Team - 2013 CIS Second All-Star Team - 2013 Goldmedaille bei der Winter-Universiade mit Team Kanada | - 2015 CIS First All-Star Team - 2015 CIS All-Canadian First Team - 2015 CIS Torhüter des Jahres - 2022 Slowakischer Meister mit dem HC Slovan Bratislava |

## Karrierestatistik

### International
Vertrat Kanada bei:
- Winter-Universiade 2013

(Legende zur Torhüterstatistik: GP oder Sp = Spiele insgesamt; W oder S = Siege; L oder N = Niederlagen; T oder U oder OT = Unentschieden oder Overtime- bzw. Shootout-Niederlage; Min. = Minuten; SOG oder SaT = Schüsse aufs Tor; GA oder GT = Gegentore; SO = Shutouts; GAA oder GTS = Gegentorschnitt; Sv% oder SVS% = Fangquote; EN = Empty Net Goal; 1 Play-downs/Relegation; Kursiv: Statistik nicht vollständig)

## Familie
Zwei Brüder von Anthony Peters waren bzw. sind ebenfalls professionelle Eishockeyspieler. Justin Peters stand im Verlauf seiner Karriere unter anderem in 83 Partien für die Carolina Hurricanes, Washington Capitals und Arizona Coyotes in der National Hockey League im Tor. Alex Peters spielt in nordamerikanischen Minor Leagues.